# Delfino's Journey
Delfino's Journey es una próxima película mexicana-estadounidense de crimen, drama y thriller dirigida por Arthur Allan Seidelman y basada en la novela homónima escrita por Josephine Harper. Está protagonizada por Helen Hunt, Fernando Paez, Danny Trejo, Giovanna Zacarías, Sal Lopez, Renata Vaca y Julio Macias. Se estrenará el 10 de abril de 2025 en Estados Unidos.

## Sinopsis
La aventura implacable y desgarradora de dos jóvenes que, ante los rincones más oscuros y crueles de la humanidad, se aferran con fuerza a la resiliencia y al poder de la familia para vencer contra viento y marea.

## Reparto
- Helen Hunt como Bitsy
- Fernando Paez como Delfino
- Dermot Mulroney como Comandante McCollough
- Danny Trejo como Tío José
- Giovanna Zacarías como Esperanza
- Renata Vaca como Teresa
- Julio Macias como Valente
- Sal Lopez como Abuelo

## Producción

### Rodaje
El rodaje de la cinta tendrá lugar en 2024 en Albuquerque, Nuevo México.

## Estreno
Su estreno está calendarizado para el 10 de abril de 2025.